# HD 13908 c
HD 13908 c est une planète extrasolaire (exoplanète) confirmée en orbite autour de l'étoile HD 13908.
Détectée par la méthode spectroscopique des vitesses radiales, sa découverte, annoncée en 2013, a été confirmée par la NASA le 6 décembre 2013.